# Норма часу
Но́рма ча́су (рос. норма времени; англ. standard time, time rate; нім. Zeitnorm f) — регламентована витрата часу, встановлена на виробництво одиниці продукції чи виконання одиниці роботи (виріб, операцію тощо), які виробляються одним чи групою працівників, відповідної чисельності та кваліфікації за певних організаційно-технічних умов. Встановлюється в людино-хвилинах і людино-годинах. До складу норми часу для ручних, машинно-ручних і машинних робіт включають такі елементи витрат часу:
N1 = tо+ tд + tм + tпз + tв + tпер,
де tо, tд, tм, tпз, tв, tпер — час відповідно основний, допоміжний, обслуговування робочого місця, підготовчо-завершальний, відпочинку та особистих потреб, неусувних перерв, які передбачені технологією та організацією виробничого процесу.
Норма часу встановлюється для виконання певної продукції чи роботи в раціональних організаційно-технічних умовах, для раціонального використання обладнання з урахуванням прогресивної організації праці.

## Приклад
Наприклад, у нафтогазовидобувній промисловості і в бурінні норму часу застосовуються дуже широко, а саме в процесі нормування технологічних операцій з ремонту та обслуговування свердловин, під час буріння стовбура свердловини (спуско-піднімання, механічного буріння тощо) та ін. Норма часу встановлюються розрахунковим шляхом — технічно обґрунтовані (на спуско-піднімання), а також дослідно-статистичним (механічне буріння та ін.) чи дослідним шляхом. Між нормою часу та нормою виробітку є зворотний зв'язок. У разі підвищення норми виробітку норма часу знижується. У міру вдосконалення техніки і технології, покращання організації праці і виробництва норми часу переглядаються в установленому порядку.